# British Home Championship 1904
De British Home Championship van 1904 was de 21e editie van de British Home Championship. Het toernooi werd gehouden van 29 februari tot en met 9 april 1904. Engeland werd kampioen.

## Eindstand
| Team      | Gsp | W | G | V | DV | DT | DS | Ptn |
| --------- | --- | - | - | - | -- | -- | -- | --- |
| Engeland  | 3   | 2 | 1 | 0 | 6  | 3  | +3 | 5   |
| Ierland   | 3   | 1 | 1 | 1 | 3  | 4  | –1 | 3   |
| Schotland | 3   | 0 | 2 | 1 | 2  | 3  | –1 | 2   |
| Wales     | 3   | 0 | 2 | 1 | 3  | 4  | –1 | 2   |

## Wedstrijden
|                                                     |                                   |       |                                |                                                                                    |
| 29 februari 1904 «onderlinge duels» 15:30 uur (UTC) | Wales                             | 2 – 2 | Engeland                       | Racecourse Ground, Wrexham Toeschouwers: 9.000 Scheidsrechter: Tom Robertson (SCO) |
| 29 februari 1904 «onderlinge duels» 15:30 uur (UTC) | Mart Watkins 15' Lloyd Davies 75' |       | 68' George Davis 77' Joe Bache | Racecourse Ground, Wrexham Toeschouwers: 9.000 Scheidsrechter: Tom Robertson (SCO) |

|                                                       |                 |       |                                               |                                                                            |
| 12 maart 1904 «onderlinge duels» 15:30 uur (UTC–0:25) | Ierland         | 1 – 3 | Engeland                                      | Solitude, Belfast Toeschouwers: 18.000 Scheidsrechter: Tom Robertson (SCO) |
| 12 maart 1904 «onderlinge duels» 15:30 uur (UTC–0:25) | Jack Kirwan 49' |       | 12' Joe Bache 16' Alf Common 65' George Davis | Solitude, Belfast Toeschouwers: 18.000 Scheidsrechter: Tom Robertson (SCO) |

|                                                  |                 |       |                    |                                                                          |
| 12 maart 1904 «onderlinge duels» 15:30 uur (UTC) | Schotland       | 1 – 1 | Wales              | Dens Park, Dundee Toeschouwers: 12.000 Scheidsrechter: Tom Kirkham (ENG) |
| 12 maart 1904 «onderlinge duels» 15:30 uur (UTC) | Bobby Walker 5' |       | 65' Bobby Atherton | Dens Park, Dundee Toeschouwers: 12.000 Scheidsrechter: Tom Kirkham (ENG) |

|                                                  |       |                            |         |                                                                             |
| 21 maart 1904 «onderlinge duels» 15:30 uur (UTC) | Wales | 0 – 1                      | Ierland | Penrhyn Park, Bango Toeschouwers: 10.000 Scheidsrechter: Fred Kirkham (ENG) |
| 21 maart 1904 «onderlinge duels» 15:30 uur (UTC) |       | 77' (pen.) Billy McCracken |         | Penrhyn Park, Bango Toeschouwers: 10.000 Scheidsrechter: Fred Kirkham (ENG) |

|                                                       |                    |       |                     |                                                                               |
| 26 maart 1904 «onderlinge duels» 15:30 uur (UTC–0:25) | Ierland            | 1 – 1 | Schotland           | Dalymount Park, Dublin Toeschouwers: 1.000 Scheidsrechter: Fred Kirkham (ENG) |
| 26 maart 1904 «onderlinge duels» 15:30 uur (UTC–0:25) | Paddy Sheridan 70' |       | 22' Robert Hamilton | Dalymount Park, Dublin Toeschouwers: 1.000 Scheidsrechter: Fred Kirkham (ENG) |

|                                                 |           |                   |          |                                                                                   |
| 9 april 1904 «onderlinge duels» 15:30 uur (UTC) | Schotland | 0 – 1             | Engeland | Celtic Park, Glasgow Toeschouwers: 40.000 Scheidsrechter: William Nunnerley (WAL) |
| 9 april 1904 «onderlinge duels» 15:30 uur (UTC) |           | 64' Steve Bloomer |          | Celtic Park, Glasgow Toeschouwers: 40.000 Scheidsrechter: William Nunnerley (WAL) |